# Jonas Savimbi
Jonas Malheiro Savimbi (Munhango, Moxico, 3 d'agost de 1934 - Lucusse, Moxico, 22 de febrer de 2002) fou un polític i cap militar d'Angola. Fundador i líder de la Unió Nacional per la Total Independència d'Angola (UNITA), el primer moviment que utilitzà la guerra de guerrilles contra el poder colonial portuguès, entre 1966 i 1974, després es va enfrontar amb el Moviment Popular d'Alliberament d'Angola (MPLA), el seu rival, durant el conflicte de descolonització, 1974–75, i després de la independència del país el 1975, va lluitar contra el MPLA en la Guerra Civil Angolesa fins a la seva mort en un combat contra tropes del govern el 2002.

## Biografia

### Joventut
Savimbi va néixer el 3 d'agost de 1934 a Munhango, a la província de Moxico, un petit poble al costat de la línia de tren de Benguela, i va ser criat a la Província de Bié. El pare de Savimbi, Lote, era cap d'estació de la línia de Benguela, a més a més d'un predicador Protestant de la "Igreja Evangélica Congregacional de Angola", fundada i mantinguda per missioners americans. Els seus pares eren membres del grup Bieno dels Ovimbundu, el poble que posteriorment serviria de base social del moviment liderat per Savimbi.
En el transcurs dels seus primers anys, Savimbi va ser educat en escoles protestants, però també en algunes catòliques. Posteriorment, als 24 anys, va rebre una beca per estudiar a Portugal. Allí va acabar l'educació secundària, amb l'excepció de l'assignatura "organització política", que era obligatòria durant el règim establert per António de Oliveira Salazar, motiu pel qual no va poder començar els estudis de medicina, com era la seva intenció en un principi. Per aquest motiu, Savimbi va començar a associar-se amb altres angolesos, així com amb altres provinents de colònies portugueses, que com ell mateix es començaven a preparar per a la resistència anti-colonial, iniciant contactes amb el Partit Comunista Portuguès. També va conèixer a Agostinho Neto, qui estava estudiant medicina en aquell moment i que, posteriorment, seria líder de l'MPLA i primer President de l'Estat d'Angola.
A causa de l'increment de la pressió per part de la policia secreta portuguesa (PIDE), Savimbi va abandonar Portugal per Suïssa, assistit per comunistes portuguesos i francesos i d'altres simpatitzants, establint-se finalment a Lausanne. Allà va obtenir una nova beca dels missioners americans, estudiant Ciències Socials. Finalment es matriculà a la Universitat de Friburg per cursar estudis superiors.
Un cop allí, probablement al voltant de l'agost de 1960, va conèixer a Holden Roberto, qui ja s'havia convertit en una estrella naixent dins dels cercles d'emigrants. Roberto va ser un dels membres fundadors de l'UPA (União das Populações de Angola), i ja era conegut pels seus esforços per promoure la independència d'Angola a les Nacions Unides. Va intentar reclutar a Savimbi, però sembla que aquest encara es mostrava indecís sobre la possibilitat de dedicar la seva vida a la lluita per la independència, en aquest moment de la seva vida.

### Carrera militar
Després de la independència d'Angola, el 1975, Savimbi va atreure gradualment l'atenció de la Xina i, posteriorment, dels polítics i intel·lectuals americans. Entrenat a la Xina durant la dècada de 1960, Savimbi va convertir-se en un gran coneixedor de la guerra de guerrilles, educat en la forma clàssica de guerra d'estil maoista, inclòs l'operació en diversos fronts militars, atacant en uns i realitzant retirades estratègiques en d'altres. Igual que l'Exèrcit Roig de Mao Zedong, Savimbi va mobilitzar un important contingent de camperols, tot i que majoritàriament del poble Ovimbundu, com a part de la seva tàctica militar. A partir del seu punt de vista estratègic, es pot concloure que Savimbi fou un dels líders guerrillers més efectius del segle xx.
En un principi, Savimbi va demanar un lloc de comandament a l'MPLA després d'unir-se a les seves joventuts a principis dels anys '60; com que va ser rebutjada la seva petició, es va unir al Front Nacional d'Alliberament d'Angola (FNLA) el 1964. Aquell mateix any va concebre la UNITA juntament amb Antonio da Costa Fernandes. Savimbi va viatjar a la Xina per demanar ajuda, rebent promeses d'armament i d'entrenament militar. Després de tornar a Angola, el 1966, va formar oficialment UNITA, començant així la seva carrera com a lluitador guerriller anti-portuguès, però també combatent el FNLA i el MPLA, ja que les tres faccions volien assolir una posició hegemònica per governar posteriorment l'Angola independent. Més tard, Portugal publicaria els arxius secrets del PIDE, on es va revelar que en un principi Savimbi hauria arribat a acords de col·laboració amb les autoritats colonials per combatre conjuntament el MPLA.

### Guerra civil
Com que l'MPLA tenia el suport del Bloc de l'Est des de 1974, i s'havien declarat a ells mateixos "Marxistes-Leninistes" el 1977, Savimbi va renegar de les seves anteriors inclinacions maoistes, a més a més dels seus contactes amb la Xina, posicionat-se en l'escena internacional com un protagonista anticomunista. La guerra entre l'MPLA i l'UNITA, tot i les seves raons i dinàmiques internes, es va convertir en un conflicte relacionat amb la Guerra Freda, ja que tant Moscou com Washington DC el trobaven rellevant en la balança de poders global. El 1985, amb l'arribada de l'administració Reagan, Jack Abramoff i d'altres membres conservadors nord-americans, van organitzar la Democratic International a la base de Savimbi a Jamba, a la província de Cuando Cubango, al sud-est d'Angola. A la reunió s'hi van trobar diversos líders guerrillers anticomunistes del tercer món, com ara el mateix Savimbi, Adolfo Calero, de la Contra de Nicaragua, o Abdul Rahim Wardak, llavors líder del moviment Mujahidí afganès, que posteriorment es convertiria en Ministre de Defensa de l'Afganistan.
Savimbi va rebre un suport important per part de la Fundació Heritage, una organització molt influent estatunidenca de caràcter conservador. L'analista de política exterior de l'Heritage Michael Johns i d'altres conservadors, de fet, van visitar regularment a Savimbi en els seus camps clandestins de Jamba, proveint al líder rebel guiatge polític i militar en la seva guerra contra el govern angolès. Un altre dels nord-americans més implicats en la seva lluita va ser l'afroamericà Clay Smothers, representant de Dallas a l'Assemblea Representativa de Texas.
El suport que va rebre per part d'aquests sectors americans van acabar convencent a la Central Intelligence Agency (CIA) perquè aportés armament i reclutament de guerrillers per ajudar a Savimbi en la guerra contra el govern marxista del seu país, la qual cosa va intensificar i prolongar el conflicte. En el transcurs d'una visita a Washington DC el 1986, Ronald Reagan va convidar a Savimbi a reunir-se amb ell a la Casa Blanca. Després de la trobada, Reagan va dir que la UNITA aconseguiria "una victòria que electrificaria el món." Dos anys més tard, havent-se intensificat la Guerra Civil d'Angola, Savimbi va tornar a Washington, on va poder exposar la gratitud que sentia envers la Fundació Heritage pel suport que prestava a UNITA. En un discurs celebrat el 30 de juny de 1988, Savimbi va exposar que "quan vam arribar a la Fundació Heritage, era com si tornéssim a casa. Sabem que la nostre victòria en la derogació de l'esmena Clark i l'obtenció d'ajuda nord-americana per la nostra causa està molt associada als seus esforços. Aquesta fundació és una font de magnífic suport. Els líders de la UNITA ho saben, i també és conegut a Angola."

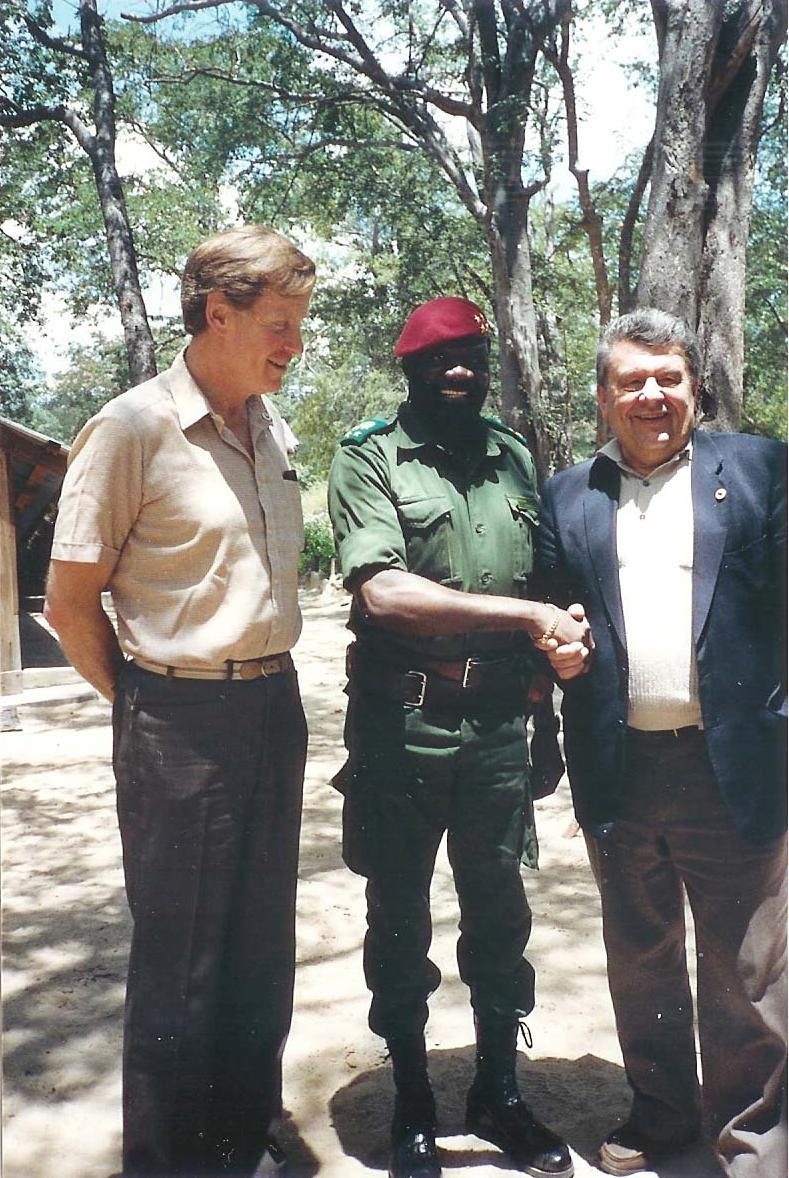
Savimbi reunit amb diputats del Parlament europeu el 1989

A més a més de les seves capacitats militars, Savimbi també va impressionar a diversos sectors per les seves qualitats intel·lectuals. El líder angolès parlava set llengües diferents: quatre europees i tres africanes. En visites de diplomàtics estrangers i en discursos davant d'audiències nord-americanes, sovint citava filosofia clàssica occidental, convertint-se finalment en un dels vocals anticomunistes més rellevants del Tercer Món. Alguns observadors consideren que el seu intel·lectualisme era una façana creada pels seus seguidors estatunidencs, buscant la il·lusió que Savimbi era una alternativa fidedigna de govern al país africà; no obstant, d'altres experts consideren que la seva intel·ligència era genuïna. La biografia oficial de Savimbi el descriu com un "increïble lingüista. Parla quatre llengües europees, inclosa l'anglesa, tot i que ell mai ha viscut en un país anglòfon. Es tracta d'una person molt ben llegida. Té una conversa extremadament fina i una gran capacitat per escoltar." Aquesta descripció contrasta amb una imatge de Savimbi exposada pels seus enemics, que el mostren àvid de poder.
Com que el suport dels Estats Units va començar a fluir lliurement, sumat al suport que rebia dels membres conservadors d'aquell país, Savimbi va començar a obtenir avantatges estratègics a finals de la dècada de 1980 i a principis de la de 1990, després d'haver pres part infructuosament en les eleccions generals d'Angola de 1992. Com a conseqüència d'aquest avenç, Moscou i l'Havana van començar a revaluar les seves accions al país africà, tant per la quantitat de soldats soviètics i cubans morts en combat, com per l'ampliació del territori sota control de la UNITA. Cap al 1989, el grup guerriller de Savimbi mantenia el control en territoris molt limitats, però tenia la capacitat de realitzar operacions guerrilleres en qualsevol punt de la geografia angolesa, amb l'excepció d'algunes ciutats costaneres de la província de Namibe. En el seu moment de màxim èxit militar, entre 1989 i 1990, Savimbi va començar a llançar atacs contra objectius governamentals i militars molt a prop de la capital del país, Luanda. Els observadors internacionals vaticinaven que la balança estratègica d'Angola començava a possibilitar una victòria militar de Savimbi i la UNITA. En aquest moment, la Unió Soviètica va començar a preocupar-se seriosament pel desenllaç de la Guerra Civil d'Angola, motiu pel qual Mikhaïl Gorbatxov va plantejar el tema en diverses reunions bilaterals amb el seu homòleg estatunidenc Ronald Reagan. A més a més de amb Reagan, Savimbi també es va reunir amb el seu successor, George H. W. Bush, qui va prometre al líder angolès "tota l'assistència apropiada i efectiva."
El gener de 1990, així com el febrer següent, Savimbi va ser ferit en combat contra tropes governamentals. Tot i així, les ferides no li van impedir tornar a Washington, on es va reunir amb els seus aliats i amb el President Bush, en un intent per aconseguir un increment de l'ajuda militar nord-americana. Els seguidors de Savimbi van avisar que el suport de l'URSS al MPLA amenaçava la col·laboració global entre Gorbatxov i els Estats Units. El febrer de 1992, Antonio da Costa Fernandes i Nzau Puna van abandonar la UNITA, declarant públicament que Savimbi no estava interessat en una solució política al conflicte, sinó que s'estava preparant per una nova guerra. A causa de la pressió que exercia la guerrilla de la UNITA, el govern angolès es va veure obligat a negociar un alto-al-foc amb Savimbi, fet pel qual el líder guerriller va presentar-se a les eleccions nacionals de 1992. Observadors estrangers van controlar les eleccions per assegurar-se que eren justes. Tot i així, ni Savimbi (40%) ni el President d'Angola José Eduardo dos Santos (49%) van obtenir el 50% necessari per ser declarats vencedors, motiu pel qual es va organitzar una segona volta de les eleccions. A finals d'octubre d'aquell any, Savimbi va enviar a Luanda al vicepresident de la UNITA, Jeremias Chitunda, així com a l'assessor del grup Elias Salupeto Pena, per negociar els detalls d'aquella segona volta. No obstant, el 2 de novembre el comboi de Chitunda i Pena va ser atacat per forces governamentals al seu pas per la capital del país, essent trets dels cotxes i executats. Els seus cossos van ser presos per les autoritats governamentals i mai més se n'ha trobat les restes. L'ofensiva de l'MPLA contra l'UNITA i el FNLA va passar a ser coneguda com a Massacre de Halloween, en el qual prop de 10.000 votants d'aquests partits van ser assassinats per forces de l'MPLA.
Al·legant frau electoral i qüestionant el compromís del govern amb la pau, Savimbi va abandonar les negociacions per seguir amb la lluita, principalment amb fons estrangers. De nou, les tropes de la UNITA van avançar terreny ràpidament, assetjant la capital de l'estat, Luanda. Una de les fonts principals de finançament de Savimbi va ser la corporació De Beers, la qual va aportar entre $500 i $800 milions de dòlars provinents del comerç il·legal de diamants entre 1992 i 1993. El 1994, la UNITA va signar un nou acord de pau, però Savimbi va declinar l'oferta de convertir-se en vicepresident del país, renovant-se un altre cop la lluita armada el 1998. Savimbi també va purgar alguns membres del seu propi moviment, sobretot aquells qui qüestionaven el seu lideratge o la seva visió estratègica. El secretari d'afers exteriors de Savimbi, Tito Chingunji, així com la seva família, van ser assassinats el 1991 després que Savimbi sospités que Chingunji havia iniciat negociacions amb el govern d'Angola d'amagat, després de la reunió d'aquest amb diversos diplomàtics estatunidencs i europeus. Savimbi va negar sempre qualsevol implicació en aquestes morts, acusant al seu torn a dissidents de la UNITA.

### Mort
Després de sobreviure a més d'una dotzena d'atemptats, a més a més d'haver estat donat per mort 15 vegades, Savimbi va morir el 22 de febrer de 2002 en plena batalla contra les tropes del govern d'Angola al llarg de les riberes dels rius de Moxico, el seu lloc de naixement. Durant l'intercanvi de trets, Savimbi va rebre quinze impactes de bala al seu cap, coll, tors i a les cames. Tot i que Savimbi va tornar el foc, la seva mort es va produir gairebé immediatament.
La reputació gairebé mística que tenia Savimbi per haver eludit durant tants anys les forces armades d'Angola, així com els seus supervisors soviètics i cubans, va fer que molta gent no es cregués la seva mort l'any 2002. No va ser fins a l'aparició d'imatges del seu cos foradat per les bales a la televisió estatal, així com la confirmació oficial per part del Departament de l'Estat dels Estats Units, que la població angolesa va començar a creure's el decés del líder guerriller. Savimbi va ser enterrat al Cementiri de Luena. El 3 de gener de 2008, quatre membres de les joventuts de l'MPLA van vandalitzar la seva tomba, motiu pel qual van ser arrestats.

## Llegat
Savimbi va ser succeït per António Dembo, qui va assumir el lideratge de la UNITA a partir de les bases internes el febrer de 2002. No obstant, Dembo també havia rebut ferides de gravetat en el mateix atac on Savimbi va perdre la vida, morint d'elles poc després i essent substituît al seu torn per Paulo Lukamba. Sis setmanes més tard de la mort de Savimbi, es va signar un alto-al-foc entre la UNITA i l'MPLA, però el país seguia dividit entre ambdós partits. En les eleccions legislatives del 2008, l'MPLA va guanyar sobradament, però els observadors internacionals van qüestionar-ne la legitimitat.
En els anys següents a la mort del líder angolès, el seu legat ha estat una constant font de debat. "L'error que va cometre Savimbi, l'històric, el gran error que va cometre, va ser abandonar les eleccions i tornar a la guerra," va dir Alex Vines, cap del programa per Àfrica de l'Institut de Recerca Chatham House de Londres el febrer de 2012. L'experta en Àfrica Paula Roque, de la Universitat d'Oxford, va dir que Savimbi va ser "un home molt carismàtic, un home que exsudava poder i lideratge. No podem oblidar que, per a un gran segment de la població, l'UNITA representava quelcom."
Va ser sobreviscut per "diverses dones i dotzenes de fills," l'últim nombre que s'ha donat és el de 25.

## En la cultura popular
Savimbi és un personatge secundari a Call of Duty: Black Ops II, un videojoc de l'any 2012. Savimbi i el jugador prenen part en una batalla fictícia contra l'MPLA ambientada en l'any 1986. Està doblat per Robert Wisdom.

## Publicacions
- Savimbi, Jonas. The War Against Soviet Colonialism: The Strategy and Tactics of Anti-Communist Resistance, Winter 1986. Policy Review, Volume 35.[29]